# Ганаха, Кадзуки
Кадзуки Ганаха (яп. 我那覇 和樹 Ганаха Кадзуки, род. 26 сентября 1980, Наха) — японский футболист.

## Карьера
На протяжении своей футбольной карьеры выступал за клубы «Кавасаки Фронтале», «Виссел Кобе», «Рюкю», «Каматамарэ Сануки».

## Национальная сборная
В 2006 году сыграл за национальную сборную Японии 6 матчей, в которых забил 3 гола.

## Статистика за сборную
| Сборная Японии | Сборная Японии | Сборная Японии |
| Год            | Матчи          | Голы           |
| -------------- | -------------- | -------------- |
| 2006           | 6              | 3              |
| Итого          | 6              | 3              |